# Myahnia kanpetlet
Genre
Espèce
Myahnia kanpetlet, unique représentant du genre Myahnia, est une espèce d'araignées aranéomorphes de la famille des Hahniidae.

## Distribution
Cette espèce est endémique de l'État Chin en Birmanie,. Elle se rencontre entre Kanpetlet et le Nat Ma Taung.

## Description
Le mâle holotype mesure 2,15 mm et la femelle paratype 1,76 mm, les femelles mesurent de 1,49 à 1,76 mm.

## Systématique et taxinomie
Cette espèce a été décrite par Lin et Li en 2023.
Ce genre a été décrit par Lin et Li en 2023 dans les Hahniidae.

## Étymologie
Son nom d'espèce lui a été donné en référence au lieu de sa découverte, Kanpetlet.

## Publication originale
- Chu, Lin & Li, 2023 : « New genera and new species of Hahniidae (Araneae) from China, Laos, Myanmar, and Vietnam. » ZooKeys, vol. 1187, p. 91-134 (texte intégral).